# Desa Sendangdalem
Desa Sendangdalem är en administrativ by i Indonesien.   Den ligger i provinsen Jawa Tengah, i den västra delen av landet, 400 km öster om huvudstaden Jakarta. Desa Sendangdalem ligger vid sjön Waduk Wadaslintang.